# Neolithocolletis kangarensis
Neolithocolletis kangarensis là một loài bướm đêm thuộc họ Gracillariidae. Nó được tìm thấy ở Malaysia (Perlis).
Sải cánh dài 4.2-4.5 mm.
Ấu trùng ăn Calopogonium species. Chúng ăn lá nơi chúng làm tổ. 